# Rolf Meyer (Politiker, 1924)
Rolf Meyer (* 22. Juli 1924 in Schwelm; † 24. August 2006) war ein deutscher Politiker (SPD).

## Leben und Beruf
Nach dem Besuch der Volksschule absolvierte er eine Schlosserlehre. Von 1942 bis 1945 war er im Kriegsdienst und nach Rückkehr aus der Kriegsgefangenschaft als Maschinenschlosser tätig. Ab 1950 war er Geschäftsführer des SPD-Unterbezirks und ab 1964 des SPD-Bezirks Westliches Westfalen. Ab Mai 1969 war er Mitglied des Vorstandes der Nordwest Lotto in Nordrhein-Westfalen. Der SPD gehörte er seit 1946 an. Er war verheiratet.

## Abgeordneter
Vom 21. Juli 1958 bis zum 27. Mai 1975 war Meyer Mitglied des Landtags von Nordrhein-Westfalen. Er wurde jeweils in den Wahlkreisen 123 Ennepe-Ruhr-Kreis-Süd bzw. 126 Ennepe-Ruhr-Kreis I direkt gewählt. Dem Kreistag des Ennepe-Ruhr-Kreises gehörte er von 1953 bis 1979 an.

## Öffentliche Ämter
Vom 27. Juni 1968 bis zum 30. September 1979 war er ehrenamtlicher Landrat des Ennepe-Ruhr-Kreises.